# Moses Ehambe
Moses Ehambe, (Arlington, Texas, 22 de mayo de 1986) es un exjugador de baloncesto estadounidense. Con 1.98 de estatura, su puesto natural en la cancha era el de alero. 

## Trayectoria
Ehambe jugó cuatro temporadas entre 2004 y 2008 con los Golden Eagles de la Universidad Oral Roberts en la División I de la NCAA. 
No fue seleccionado por ninguna franquicia en el Draft de la NBA de 2008, por lo que se presentó al Draft de la NBA Development League donde si fue seleccionado por los Tulsa 66ers.
Durante los primeros años de su carrera el alero jugó en equipos de la NBA D-League de Estados Unidos y de las ligas ACB y LEB de España. Fue campeón en 2011 con el Iowa Energy, y al año siguiente participó de su Juego de las Estrellas. Durante ese periodo disputó en tres ocasiones la NBA Summer League -dos como parte del Oklahoma City Thunder y una como parte de los San Antonio Spurs- y realizó la pretemporada de 2011 con los New Orleans Pelicans.
A partir de 2014 desarrollaría una carrera como jugador extranjero en países como Venezuela, Alemania, Japón, Catar y Rusia, retirándose en 2019.

## Selección nacional
En 2011 integró la selección de Estados Unidos que obtuvo la medalla de bronce en los Juegos Panamericanos de 2011.